# Busiris (Bajo Egipto)
Busiris fue la capital del IX nomo del Bajo Egipto. Está situada en el delta, junto al brazo central del río Nilo.
- Nombre egipcio Per Usir, Dyedu. Nombre griego: Taposiris Magna, Busiris. Nombre árabe: Abusir.

|  |

Situación:  30°54′40″N 31°14′40″E / 30.91111, 31.24444
Per Usir significa "La Morada de Osiris" y la transcripción helenizada del nombre es Busiris, la antigua Taposiris Magna. 
Existen otras tres ciudades egipcias con el mismo nombre de Busiris.

## Restos arqueológicos
En Busiris se encuentran vestigios de la dinastía ptolemaica:
- un templo ptolemaico sin concluir,
- la necrópolis de animales.

Finalmente, se presume que aquí se encontraría la tumba de la reina Cleopatra y del general romano Marco Antonio, según parecen atestiguar evidencias arqueológicas recientemente descubiertas.
- Wikimedia Commons alberga una categoría multimedia sobre Busiris.

- Datos: Q781775
- Multimedia: Busiris (Abu Sir Bana) / Q781775